# راي هيل
راي هيل (بالإنجليزية: Ray Hill)‏ هو لاعب كرة قدم أمريكية أمريكي، ولد في 7 أغسطس 1975 في ديترويت في الولايات المتحدة، وتوفي في 6 أغسطس 2015 في دالاس في الولايات المتحدة.

## وصلات خارجية
- راي هيل على موقع مرجع كرة القدم المحترفة.كوم (الإنجليزية)